# طرز معمارية
الطرز المعمارية (بالإنجليزية: Architectural style)‏، هي النمط والأسلوب في صياغة الكتلة والفراغ المعماري سواء من الناحية التشكيلية أو الوظيفية. الطراز المعماري هو جملة الملامح المميزة لكل كتلة وفراغ يحيط بها، الملامح التي تكسب الشخصية للكتلة ومحيطها والتي تميزها عن غيرها.
الطرز المعمارية تُصنف من حيث الشكل والتقنيات، والمواد، والفترة الزمنية، المنطقة، الخ. التي تظهر من دراسة تاريخ الهندسة المعمارية. 

## المدارس المعمارية الثلاث
قد ينسب الطراز المعماري لمدرسة معمارية واحدة هي الرائدة والمبدعة لهذا الطراز، وقد تتفق مجموعة من المدارس علي طراز واحد هو الذي يجمعها عليه، فعلى سبيل المثال نجد الطراز الكلاسيكي ذو الروافد المختلفة داخله والتي تتفق علي قيم واحدة فيه، نجده يتميز بقيم تشكيلية وفنية صارمة وواضحة والتزامية (و هذه من مميزات المدرسة الكلاسيكية عموما)، فنجد الوحدة الكتلية التي يحيط بها فناء شاسع كأنه امتداد لها، هذه الكتلة قائمة بذاتها وواضحة الملامح وتعبر عن نفسها بقوة وبساطة، فمفرداتها التشكيلية قوية ومتميزة، وقوة انطباعها في وجدان المشاهد قوية، فهي لم تأتي من بعيد، بل هي تكرار أو تجسد لملامح الطبيعة من حولها، هي ليست جديدة، هي جاءت تؤكد وجود مظاهر الطبيعة مرة وبصورة أخرى، فكلاسيكيات العمارة المصرية القديمة والسومرية والفينيقية والاغريقية والهندية، كلها مستنسخة من مظاهر الطبيعة.

### المدرسة الكلاسيكية
إن البهو الطويل للمعبد المصري القديم ليس سوي مسار نهر النيل علي أرض مصر في الذهن المعماري المصري القديم، وليست صفوف الأعمدة ذات التيجان الجميلة علي جانبي البهو سوي سيقان نباتات البردي بنهاياته الورقية الجميلة، المعبد ذاته هو عاصمة مصر التي يجري إليها النيل، والذي تم رفع أعمدته فوق الدحية التي خرجت من الماء في الفكر المصري القديم، من هنا ندرك متضمنات وقيم المدرسة الكلاسيكية الأصيلة والمتحفظة والملتزمة بالقديم، هكذا الكلاسيكية كمدرسة لها طراز متميز.

### المدرسة الرومانتيكية
دائما نجد في المناخ تغيرات، قد تكون مفاجئة أو متدرجة، هكذا جاءت المدرسة الرومانتيكية بفكرها، وطرازها الثائر علي قواعد الكلاسيكيات، والتي يراها جامدة ومقيدة للذات المفردة، فالطراز الرومانتيكي طراز ذاتي متحرر بصورة قوية ومنقلب علي قواعد الكلاسيكيات التي يراها قيودا تحول دون تعبيره عن رؤاه وطموحاته، فنتج من هذه المدرسة الثائرة مجموعة كبيرة من الروافد والمدارس الصغيرة، نلتمس ملامحها في كل جديد وشاذ ومختلف ومعارض للأصول والقواعد المتعارف عليها، فعندما نجد مبني ذو شكل غير مألوف أو غير مفهوم أو حتي غير مبرر، نعلم تماما حينها أن المعماري هنا تخرج من الفكر الرومانتيكي، فطراز مثل طراز الديكونستراكشن والذي يتميز بكتله الغير منطقية والخادعة والتي تعطي انطباعا بعدم الاتزان وقابلية الانهيار والتكسر واللاتجانس، مثل هذا الطراز ينتمي للرومانتيكية الذاتية والتي تخضع العمل الفني والمعماري الي قيم ومعايير نسبية تختلف تماما عن قيم ومعايير الكلاسيكيات سابقتها.

### المدرسة الواقعية
جاءت المدرسة الواقعية بفكرها وطرازها بعد المدرسة الرومانتيكية كجواب علي ذاتية وحرية الرومانتيكية وروافدها الكثيرة، فأعاد الأمر لما كان عليه قبل الكلاسيكية، لقد بحث في الوظيفية، وأخضع الشكل للوظيفية دونما التقيد بالقوالب التي تحاكي وتغازل الطبيعة، فاختلف هكذا مع الكلاسيكية بامعانها في صياغة الكتلة علي مثال الطبيعة بصورة صارمة مقيدة، واختلف مع الرومانتيكية في انقلابها علي القواعد الأصيلة، واتخذ من الوظيفية والنفعية قواعد مقدمة عن قاعد محاكاة الطبيعة.
هذا قامت المدارس والطرز الواقعية، والتي نجدها في الطرز الحديثة والمعاصرة، التي من أهم ملامحها البساطة والتناسق والتناغم بين عناصر الكتلة والمحيط والتنوع وصراحة الكتل وخلوها من التفاصيل أو الزيادات والتكلف، والاهتمام بالوظيفية بصورة قوية، وصياغة الكتل علي قوالب قد وضعها الإنسان بنفسه وليست من الطبيعة (علي خلاف الكلاسيكية)، فنجد مدارس حديثة تصيغ الكتلة المعمارية وعناصرها مستخدمة طرز وأنماط جديدة للغاية، سواء من حيث الشكل أو المضمون، فظهرت الوحدة النمطية (المديولية)، وهي ببساطة كمثال عند وضع تصميم مشروع فندق يتم إنشاء شبكية منتظمة، أبعاد الوحدة فيها تمثل أبعاد الغرفة الفندقية بكامل منافعها ومشتملاتها، ويتم اختيار العدد المطلوب من تكرار هذه الوحدة النمطية، ونجد مشروعات جوهر تصميمها علي شاكلة الحاسوب الرقمي، فنجد المبني عبارة عن حاسوب يدخله المستخدمون، إضافة للنفعية من منتجات الحضارة والتقنيات الحديثة وذلك باستخدام مواد بناءية حديثة وأدوات تشييد، بل وادخال نظم وبرامج إدارة وتشييد غاية في الدقة.
هكذا الطراز المعاصر، جاء خلافا للكلاسيكيات القديمة التي أغرقت وتمادت في محاكاة الطبيعة وصنعت قوالب مقيدة وتمادت في الربط بينها وبين المستخدم، فما كان من الرومانتيكية والتي تاهت وغرقت وفقدت حريتها الذاتية إلا أن أنقلبت علي أبسط قواعد الكلاسيكيات، فجاءت هكذا الواقعية لتضع فكرا ومنهجا جديدا وطرازا يناسب احتياجات الإنسان.
داخل هذه المدارس المعمارية الثلاث نشأت مدارس وروافد متعددة، كلها لن تخرج من مضمون فكرها عن الثلاث، إلا أن تأتي مدرسة رابعة تؤكد وتعمل في حل اشكاليات الفكر عموما والذي بدوره ينعكس في المجالات الأخرى.

## المدارس والطرز
1. المدرسة البدائية (الوظيفية).
2. المدرسة الكلاسيكية.
3. الطراز السومري.
4. الطراز المصري القديم.
5. الطراز الاغريقي.
6. الطراز الروماني.
7. الطراز الفارسي.
8. الطراز الهندي.
9. الطراز الصيني.
10. الطرازالقوطي.
11. الطراز الإسلامي.
12. طراز الباروك (العصور الوسطي).
13. طراز عصر النهضة.
14. الطراز الحديث (المودرن ستايل).
15. طراز ما بعد الحداثة (بوست مودرن ستايل).
16. الطراز المعاصر ج-المدرسة الرومانتيكية.
17. طراز العمارة اللا انشائية (دي كونستراكشن أركتيكتشر ستايل).
18. طراز العمارة العضوية (أورجانيك أركتيكتشر ستايل).
19. المدرسة الواقعية.
20. طراز الوظيفية.
21. طراز العمارة الخضراء.
22. المدرسة المستقبلية.